# 赤木剛憲
赤木 剛憲（あかぎ たけのり）は、井上雄彦の漫画作品およびそれを原作とするアニメ『SLAM DUNK（スラムダンク）』に登場する架空の人物。
担当声優は梁田清之、少年時代の声優は緒方恵美。劇場アニメ『THE FIRST SLAM DUNK』では三宅健太。

## プロフィール
- 所属：湘北高等学校3年6組（高1時は1年1組在籍）
- 身長：197 cm
- 体重：90 kg→93 kg
- 誕生日：5月10日[2]
- 背番号：4（中3）→10（高1）→8（高2）→4（高3）
- ポジション：センター（C）
- バッシュ：コンバースコンクエスト PRO-HI
- 備考：神奈川ベスト739

## 人物
桜木を激怒しながら拳骨一撃で鎮め、部員一同他、桜木軍団や番長軍団、他校の不良生徒ですら怖気づく風貌と力強さを持ち、彼らからは「ゴリラ」や「怪物」とも呼ばれており、桜木からは「ゴリ」と呼ばれ、宮城からは「ダンナ」と呼ばれる。湘北にとっては代えの利かない大黒柱。ゴリラ呼ばわりされていることは快く思っていないものの自分から「ウホ」と叫ぶこともある。
また、顔のことは少なからず気にしているようで、牧に「（自分より）赤木の方が老けてるぞ！」と言われた際にはショックを受けていた。
バスケ部員以外にも「ゲンコツのキャプテン」と呼ばれるほど指導は厳格であり、温和な木暮とのコンビは彩子に「湘北バスケ部名物アメとムチ」と呼ばれている。学業の成績は非常に優秀であり、作中では英文を流暢に訳して教師から誉められていた。妹の晴子からは「普段は優しいけどバスケのことになると人が変わる」と評されており、基本的に普段は礼儀正しく良識ある人物ではあるが、電車内で大声を出して気合いを確認したり「1cm尻上げ」（いわゆる空気椅子）をさせたりするなど、熱意や気合いのあまり社会の常識が見えなくなってしまうことさえある。また、初対面時に桜木の挑発に乗って喧嘩を売られ、バスケを「玉入れ遊び」と侮辱された時には激怒し、1対1でバスケの勝負を申し込んだ。
木暮とは北村中学時代からのチームメイトであり、全国制覇の夢を共に目指してきた無二の親友でもある。また、三井とは入部当初はライバル関係にあった。青田とは小学校からの幼馴染で「自分が打ち込んでいるスポーツで全国制覇」を競うライバルでもある。学校生活では教師からの信頼は厚く、クラスメイトや他の部の部員との関係も良好。
家庭環境に関しては、両親と妹の晴子との4人家族。住居は一軒家で、自室にはカリーム・アブドゥル＝ジャバーのポスターなど数多くのバスケットグッズがある。一家での食事や自主練習、インターハイ前の花道を初めとする問題児軍団のための勉強合宿、深沢体育大学の唐沢と杉山との面談といったように、家族や家庭でのエピソードが、作中の主要人物の中では唯一、描かれており、退場を繰り返していた花道が悩みを相談しようと夜更けに訪問したこともあった。
木暮からは「誰よりもバスケを愛する男」と評され、小学生のころから全国制覇の夢を持つ。青田曰く、小学生時代から特別体がでかかったとのことだが、小学6年生のころには急激に身長が伸び始め、当時の時点で173cmの長身であり、湘北高校への入学時には193cm、88kgにまで成長した。地道な練習により自身の実力も確実につけてきたもののチームメイトに恵まれずに埋もれてきた逸材。高校も強豪校には進学できなかったが、それでも弱小の湘北高で全国制覇の夢を持ち続け、そのために部員の多くが退部するほどの厳しい練習を課す。最終学年には強力なチームメイトを得て才能を開花させ、海南戦では前半途中で足を捻挫しながらも試合の最多得点となる33得点を記録。予選から豊玉戦までの合計で259.3得点・123リバウンド・482ブロックを記録して名実ともに県内No.1センターにのし上がった。その活躍ぶりは大学界No.1の名門である深沢体育大学の目にも留まり、実力は大学でもすぐに通用するセンターと評価され、インターハイでのベスト8入りを条件にスカウトされる。ベスト8入りはならずとも関係者はスカウトする予定だったようだが、赤木本人が辞退したのか大学側から断られたのかは不明のまま、結局推薦の話はなくなった様子。インターハイ終了後は引退して元々の志望校受験を目指すが、原作終了後の黒板漫画では引退後、バスケットがしたい思いのあまり、授業に集中できなかったり、成績が下降した様子。雑誌『Switch』の表紙では15番のユニフォームを着ていた。
連載中に行われた人気投票では1回目では第3位、2回目では第11位にランク入りしている。
楓パープルにも同じ名字で出演しているが、経緯は三井に近い。
『THE FIRST SLAM DUNK』で新たに2年時の練習や試合の様子が描かれた。当時から厳しい練習を課しており、後輩の宮城に「プレイがチャラい」「声を出せ」などのダメ出しを多くしている。その真意は宮城に対しての期待が込められており、安田がそれを察し伝えている。それでもなお宮城の不満や確執は残り続けたが、3年の引退試合である夏のIH予選にて敗戦後、先輩の竹中から散々な言いようを受ける。しかし、自身のことについては何も言わず「宮城はパスができます」と庇い立てをする発言をしようやく宮城も赤木の真意を実感した。
3年時は新たに描かれた話は無いが、三井の復帰の際に反応している様子や、山王戦にて倒れた際に魚住が諭すシーンが竹中に置き換わっているなど、描写に変化があった。

## プレイスタイル
「ゴール下のキングコング」の異名を持ち、体格を活かしたパワープレイを得意とする。自身のパワーを活かしてダンクを決めるゴリラダンクの他、相手のシュートをバレーボールのスパイクのようにブロックするハエタタキなどの豪快なプレーでチームメイトを牽引する。魚住によると「ゴール下での得点感覚は天性」、木暮によると「赤木の凄さは超パワフルなオフェンスよりも鉄壁のディフェンスにある」という専門家も少なくないとのことで、仙道は「湘北は彼の存在だけでベスト8くらいの力はあると思う」と評しており、河田雅史は「攻守両面において湘北の最重要人物」と評した。なお、高校入学当初はドリブルやフリースローが苦手で、かつてのチームメイトだった西川からも、「デカいだけで下手だから海南にも翔陽にも入れなかった」（ただし海南については初心者の宮益義範が入部できていることから、スカウトがなくても入部可能）と言われたが、2年生時のインターハイ予選陵南戦ではチームの負けが決定的な状況にあっても闘志を失わず魚住を抑え込む姿勢を高く評価された。その実力は県外の名門校でも高く評価されており、全国大会でマッチアップした豊玉の岩田も「ごっつい威圧感、これほど存在感のあるセンターは大阪にはおらん」と実力を認め、山王工業の選手たちも彼の試合での映像と実績について「立派な数字」、「かなりの選手、今まで無名なのが不思議なくらい」と語っている。しかしその山王戦ではシュートエリアが狭いなどの弱点も見抜かれ、沢北には「ゴール下では相当強いが攻めのパターンは決まっており、ローポストからのアタックさえ封じればおそらく手詰まりになる」、ディフェンスにおいても「ゴールから離れたところで勝負してゴール下から連れ出せばいい」と分析され、マッチアップした河田雅史に攻守両面で圧倒されるが、試合に乱入した魚住の桂剥き（かつらむき）のパフォーマンスにより「主役は自分でなくていい。ウチには主役になれるやつがたくさんいる」と思考を切り替え、立ち直る。